# أبوسوم صغير
الأبوسوم الصغير (الاسم العلمي:†Microbiotherium) هو جنس منقرض من الثدييات يتبع فصيلة الأبوسومات الصغيرة من رتبة أبوسوميات صغيرة.

## أنواع الأبوسوم الصغير
- †أبوسوم صغير باتاغوني
- †أبوسوم صغير شوكي
- †أبوسوم صغير مبكر
- (الاسم العلمي:†Microbiotherium gallegosense)
- (الاسم العلمي:†Microbiotherium tehuelchum)